# Асмунд
Асмунд (Асмуд, Асмус, Ясмуд, Ясмунд, Асмолд; – † до 975) – Київський воєвода (?) X століття, наставник і годувальник князя Святослава.

## Біографія

### Юні роки
Як і коли народився Асмунд, літописцям не було відомо. Судячи з імені, яке трактується як др.-скандинавське 'Asmund' (As – бог, mund – рука; дослівно: 'рука бога'), він був скандинавського походження. Імовірно, близько 940 року його наставили годувальником Святослава Ігоровича. Певно, до того часу це мав би бути вже вмілий досвідчений муж.
Існування в Давній Русі традиції, за якою опікою хлопчика-княжича займалися родичі його матері, можна припустити, що і Асмунд був родичем Ольги. Відтак, напрошується висновок, що і Княгиня Ольга була скандинавкою. 

### Доросле життя
Коли в 945 році князя Ігоря убили деревляни, Асмунд разом зі своїм підопічним, як вказують літописи, перебував у Києві. Літопис свідчить, що Ольга:

бяше в Киеве с сыном своим с детьском Святославом, и кормилец его Асмуд, и воевода бе Свенельд
Коли у 946 8-річний Святослав, дитячою рукою кинувши списа, попередив військо, то саме Асмунд скерував дружинників, які сумнівалися, починати бій чи ні. Зрозуміло, що Асмунд невідступно перебував біля свого вихованця, і коли Святослав досяг 15-16-річного віку (повноліття на Русі в той час), імовірно, Асмунд залишив свій пост.

### Смерть
Жодних прямих вказівок стосовно старості і смерті Асмунда немає. Можна припустити, що після того, як він відлучився від князя Святослава, близько 955, він дожив до глибокої старості. Імовірно, що до початку усобиці 975-978 Асмунд був уже мертвий.